# 博灵顿
博灵顿（Bollington）是英格蘭柴郡的一個城鎮和民政教區。2001年，波林頓有人口7,095人。2011年增加到7593人。當地人暱稱波林頓為歡樂谷。